# Авъл Дуцений Гемин
Авъл Дуцений Гемин (на латински: Aulus Ducenius Geminus) е политик и сенатор на Римската империя през 1 век.

## Биография
Прозлиза от фамилията Дуцении. Вероятно е брат-блзнак на Дуцений Гемин, praefectus urbis на Рим 63 г.
През 62 или 61 г. Авъл Дуцений Гемин е суфектконсул. По времето на император Нерон е управител legatus Augusti на римската провинция Далмация. По времето на император Галба e през 68 г. praefectus urbi Romae.
По времето на император Веспасиан Дуцений е проконсул, управител на римската провинция Азия след Гай Леканий Бас Цецина Пет (78/79). Сменен е от Гней Арий Антонин ок. 81.